# Liste der maltesischen Abgeordneten zum EU-Parlament (2019–2024)
Die Liste der maltesischen Abgeordneten zum EU-Parlament (2019–2024) listet alle maltesischen Mitglieder des 9. Europäischen Parlaments nach der Europawahl in Malta 2019 auf.

## Aktuelle Mandatsstärke der Parteien
- S&D: 4
- EVP: 2

| Nationale Partei          | Mandate | Fraktion                                                                               |
| ------------------------- | ------- | -------------------------------------------------------------------------------------- |
| Partit Laburista (PL)     | 04      | Fraktion der Progressiven Allianz der Sozialdemokraten im Europäischen Parlament (S&D) |
| Partit Nazzjonalista (PN) | 02      | Fraktion der Europäischen Volkspartei (EVP)                                            |
| SUMME                     | 06      |                                                                                        |

## Abgeordnete
| Bild | Name              | geb. | MEP seit     | Partei | Fraktion | Kommentar                            |
| ---- | ----------------- | ---- | ------------ | ------ | -------- | ------------------------------------ |
|      | Alex Agius Saliba | 1989 | 2. Juli 2019 | PL     | S&D      |                                      |
|      | David Casa        | 1968 | 2. Juli 2019 | PN     | EVP      |                                      |
|      | Josianne Cutajar  | 1989 | 2. Juli 2019 | PL     | S&D      |                                      |
|      | Miriam Dalli      | 1976 | 2. Juli 2019 | PL     | S&D      | Abgeordnete bis zum 5. November 2020 |
|      | Cyrus Engerer     | 1981 | 5. Nov. 2020 | PL     | S&D      | Nachrücker für Miriam Dalli          |
|      | Roberta Metsola   | 1979 | 2. Juli 2019 | PN     | EVP      |                                      |
|      | Alfred Sant       | 1948 | 2. Juli 2019 | PL     | S&D      |                                      |